# Divize A 2019/2020
V soubojích 55. ročníku České divize A 2019/20 se utkalo 16 týmů dvoukolovým systémem podzim - jaro. Tento ročník odstartoval v srpnu 2019 úvodními zápasy 1. kola a byl předčasně ukončen v dubnu 2020 kvůli pandemii koronaviru.

## Nové týmy v sezoně 2019/20
- Z ČFL 2018/19 do Divize A nesestoupilo žádné mužstvo.
- Z krajských přeborů postoupila tato mužstva: SK Otava Katovice z Jihočeského přeboru, SK Petřín Plzeň, FC Rokycany a TJ Slavoj Mýto z Plzeňského přeboru, FK Hvězda Cheb z Karlovarského přeboru  a dále sem bylo zařazeno mužsto SK Dynamo České Budějovice "B" z Juniorké ligy.

## Kluby podle přeborů
- Jihočeský (5): TJ Sokol Čížová, FK Jindřichův Hradec 1910, SK Otava Katovice, FK Spartak Soběslav, SK Dynamo České Budějovice B.
- Karlovarský (2): FK Viktoria Mariánské Lázně, FK Hvězda Cheb.
- Plzeňský (6): FK Robstav Přeštice, SK Klatovy 1898, SK Petřín Plzeň, SK Senco Doubravka, FC Rokycany a TJ Slavoj Mýto.
- Středočeský (3): FK Hořovicko, TJ Tatran Sedlčany, Český lev - Union Beroun.

## Konečná tabulka soutěže
| Poř. | Tým                          | Z  | V  | R | P  | VG | OG | B  |
| ---- | ---------------------------- | -- | -- | - | -- | -- | -- | -- |
| 1.   | FK Robstav Přeštice          | 16 | 9  | 4 | 3  | 36 | 13 | 35 |
| 2.   | SK Dynamo České Budějovice B | 16 | 9  | 4 | 3  | 41 | 24 | 34 |
| 3.   | SK Otava Katovice            | 16 | 10 | 2 | 4  | 34 | 23 | 32 |
| 4.   | SK Spartak Soběslav          | 16 | 9  | 3 | 4  | 40 | 16 | 30 |
| 5.   | FC Rokycany                  | 16 | 9  | 1 | 6  | 30 | 24 | 29 |
| 6.   | TJ Slavoj Mýto               | 16 | 7  | 4 | 5  | 32 | 24 | 29 |
| 7.   | SK Senco Doubravka           | 16 | 5  | 7 | 4  | 24 | 26 | 26 |
| 8.   | Český lev-Union Beroun       | 16 | 6  | 4 | 6  | 25 | 34 | 24 |
| 9.   | TJ Sokol Čížová              | 16 | 6  | 3 | 7  | 30 | 23 | 23 |
| 10.  | SK Klatovy 1898              | 16 | 6  | 4 | 6  | 22 | 24 | 23 |
| 11.  | SK Petřín Plzeň              | 16 | 6  | 3 | 7  | 34 | 33 | 22 |
| 12.  | FK Viktoria Mariánské Lázně  | 16 | 5  | 2 | 9  | 23 | 33 | 19 |
| 13.  | TJ Tatran Sedlčany           | 16 | 6  | 1 | 9  | 29 | 38 | 19 |
| 14.  | FK Hvězda Cheb               | 16 | 4  | 2 | 10 | 27 | 45 | 14 |
| 15.  | FK Jindřichův Hradec 1910    | 16 | 3  | 3 | 10 | 22 | 49 | 13 |
| 16.  | FK Hořovicko                 | 16 | 3  | 3 | 10 | 23 | 43 | 12 |

Poznámky:
- Z = Odehrané zápasy; V = Vítězství; R = Remízy; P = Prohry; VG = Vstřelené góly; OG = Obdržené góly; B = Body

- TJ Sokol Čížová bude pokračovat v I.B třída Jihočeského kraje[2]

|  | Postup do ČFL                           |
|  | Sestup do příslušného krajského přeboru |